# Марина Цинкоцки
Марина Цинкоцки Зубић (Нови Сад, 12. јануар 1972) српска је позоришна, филмска и гласовна глумица.

## Биографија
Марина Цинкоцки рођена је 12. јануара 1972. године у Новом Саду. Ћерка је глумца Војислава Цинкоцког. Основну и средњу школу завршила је у Новом Саду. Дипломирала је глуму 1997. године на Академији уметности у Новом Саду у класи професора Боре Драшковића. Током 1996. и 1997. године живела је у Суботици и радила у тамошњем Народном позоришту, да би се наредне сезоне вратила у Нови Сад и постала стални члан ансамбла Позоришта младих, где и данас ради. Била је члан независне трупе „Театар иза“ и често сарађује са Српским народним позориштем. Бавила се и синхронизацијом цртаних филмова на српски језик у студију Суперсоник за Минимакс ТВ. Успешно сарађује са медијима попут Радија 021 и Радио-телевизије Војводине. У слободно време ради као инструкторка аеробика у фитнес студију.

## Филмографија
| Год.  | Назив                  | Улога           |
| ----- | ---------------------- | --------------- |
| 1997. | Смртоносна мотористика | Силвана Хавајка |
| 1997. | Покондирена тиква      |                 |
| 1998. | Куд плови овај брод    |                 |
| 1998. |                        |                 |
| 2006. | Ко се задњи смеје...   | глас            |
| 2013. | Академци               | разни ликови    |

## Позоришне улоге
Одиграла више десетина улога у представама разних жанрова: комедије, драме, сатире, театар покрета, луткарске представе.